# 小石川区
小石川区（こいしかわく、旧字体：小石川區）は、東京府東京市（後に東京都）にかつて存在した区である。1878年（明治11年）から1947年（昭和22年）までの期間（東京15区及び35区の時代）に存在した。現在の文京区の西部にあたる地域には、東京大学大学院理学系研究科附属植物園（小石川植物園）や小石川後楽園などの歴史的名所が位置する。

## 歴史
- 1878年（明治11年）11月2日 - 郡区町村編制法により、以下の区域をもって小石川区を設置。

- 小石川諏訪町、小石川新諏訪町（現後楽）
- 西江戸川町、小日向武島町（現水道）
- 小石川江戸川町（現後楽、水道）
- 小日向水道端町一丁目、小日向水道端町二丁目（現水道、小日向）
- 小日向水道町（現水道、小日向、ごく一部は音羽）
- 小石川春日町（現春日、本郷）
- 小石川西富坂町、小石川大門町、小石川金富町（現春日）
- 小石川町（現後楽、春日）
- 小石川大和町（現後楽、春日、ごく一部は水道）
- 小石川水道町（現春日、水道）
- 小石川下富坂町、小石川上富坂町、小石川中富坂町、小石川餌差町、小石川初音町（現小石川）
- 小石川仲町（現春日、ごく一部は小石川）
- 小石川表町（現小石川、ごく一部は春日）
- 小石川柳町（現小石川、西片）
- 小石川指ヶ谷町、小石川白山前町（現白山）
- 小石川掃除町、小石川戸崎町、小石川久堅町（現小石川、白山）
- 小石川林町、小石川大原町、小石川宮下町、小石川丸山町、巣鴨仲町、巣鴨原町一丁目、巣鴨原町二丁目（現千石）
- 小石川原町（現白山、千石）
- 巣鴨駕籠町（現本駒込、ごく一部は千石）
- 小石川大塚町、小石川大塚坂下町、小石川大塚仲町、小石川大塚上町、小石川大塚辻町（現大塚）
- 小石川大塚窪町（現小石川、大塚）
- 小日向茗荷谷町、小日向清水谷町、小日向三軒町、小日向台町一丁目、小日向台町二丁目（現小日向）
- 小石川同心町、小日向第六天町（現春日、小日向）
- 小日向台町三丁目（現小日向、音羽）
- 小石川竹早町（現小石川、ごく一部は小日向）
- 音羽一丁目、音羽二丁目、音羽六丁目、音羽七丁目、音羽八丁目、音羽九丁目（現音羽）
- 音羽三丁目（現音羽、ごく一部は目白台）
- 音羽四丁目、西青柳町（現音羽、目白台）
- 音羽五丁目（現音羽、ごく一部は小日向）
- 桜木町（現音羽、ごく一部は関口、小日向）
- 東青柳町（現大塚、音羽）
- 小日向東古川町、小日向西古川町、小日向松ヶ枝町、小日向町、関口水道町、関口駒井町（現関口）
- 高田老松町、高田豊川町、雑司ヶ谷町（現目白台）
- 関口町、関口台町（現関口、目白台）
- 新小川町一丁目、新小川町二丁目、新小川町三丁目（現新宿区新小川町）
- 巣鴨町一丁目、巣鴨町二丁目、巣鴨町三丁目、巣鴨町四丁目（現豊島区巣鴨）

- 1880年（明治13年）9月 - 新小川町一丁目、新小川町二丁目、新小川町三丁目を牛込区に編入。
- 1889年（明治22年）5月1日 - 市制、町村制の施行に伴う東京市の設置により、以下の再編が行われた。 
  - 巣鴨町一丁目、巣鴨町二丁目、巣鴨町三丁目、巣鴨町四丁目、小石川大塚辻町飛地を北豊島郡巣鴨町に編入。
  - 高田老松町、高田豊川町、雑司ヶ谷町の各一部を北豊島郡北豊島郡高田村に編入。
  - 北豊島郡の以下の5村の各一部を編入（カッコ内は残部の編入先）。1891年まで「区」の中に「村」が存在していた。
    - 小石川村（高田村）
    - 雑司ヶ谷村（高田村）
    - 巣鴨村（高田村、巣鴨町、巣鴨村）
    - 高田村（高田村、戸塚村）
- 1891年（明治24年）
  - 小石川村の一部の区域に小石川氷川下町（現大塚、千石）、小石川村と久堅町のそれぞれ一部の区域に白山御殿町（現白山、小石川）を設置。
  - 巣鴨仲町、巣鴨原町、巣鴨駕籠町を、それぞれ小石川西丸町、小石川西原町、小石川駕籠町に改称。
- 1911年（明治44年）
  - 小日向台町と小日向水道町を除き、町名の「小石川」「小日向」の冠称を廃止。
  - 小石川春日町の全域、小石川町の一部の区域に春日町一丁目、春日町二丁目、春日町三丁目（現春日、後楽、小石川、本郷）を設置。
- 1921年（大正10年）10月 - し尿処理が公営化される。料金は1荷（2樽）で10銭[3]。
- 1925年（大正14年） - 掃除町を八千代町に改称。
- 1931年（昭和6年） - 関東大震災（大正12年）で焼失を逃れたことにより「不良住宅地区」（湿地・窪地・袋地などに貧しい長屋が建ち並ぶ地域）の震災復興事業がなされず、東京で最も不良住宅地区が多い区となる[4]。
- 1940年（昭和15年）
  - 小石川町を小石川町一丁目、小石川町二丁目に分割。
  - 西富坂町、下富坂町、上富坂町、中富坂町、餌差町の全域と、仲町の一部の区域に富坂一丁目、富坂二丁目を設置。
- 1943年（昭和18年）7月1日 - 東京都制が施行され、東京市と東京府が廃止され、東京都を設置。
- 1947年（昭和22年）3月15日 - 本郷区と合併して文京区を新設。
  - 空襲からの被害を免れた小石川区役所庁舎が文京区発足後、文京区役所本庁舎として利用された。その後建て替えられ1959年(昭和34年)2月に、文京区総合庁舎が完成し、湯島の旧本郷区役所にあった分庁舎を統合、さらに1999年（平成11年）に現行の文京シビックセンターが竣工している。

## 交通

### 鉄道
- 東京都電車（廃線）
  - お茶の水線（1971年3月18日廃止）、水道橋線（1968年3月31日廃止）、白山線（1968年2月25日廃止）、巣鴨線（1968年2月25日廃止）、切通線（1971年3月18日廃止）、富坂線（1971年3月18日廃止）、大塚線（1971年3月18日廃止）、江戸川線（1968年9月29日廃止）、護国寺線（1971年3月18日廃止）、池袋線（1969年10月26日廃止）

護国寺駅、江戸川橋駅（帝都高速度交通営団（現東京メトロ）有楽町線）、後楽園駅、茗荷谷駅、新大塚駅（東京メトロ丸ノ内線）、および千石駅（都営地下鉄三田線）は開業していなかった。

## 施設
- 小山書店

## 教育機関

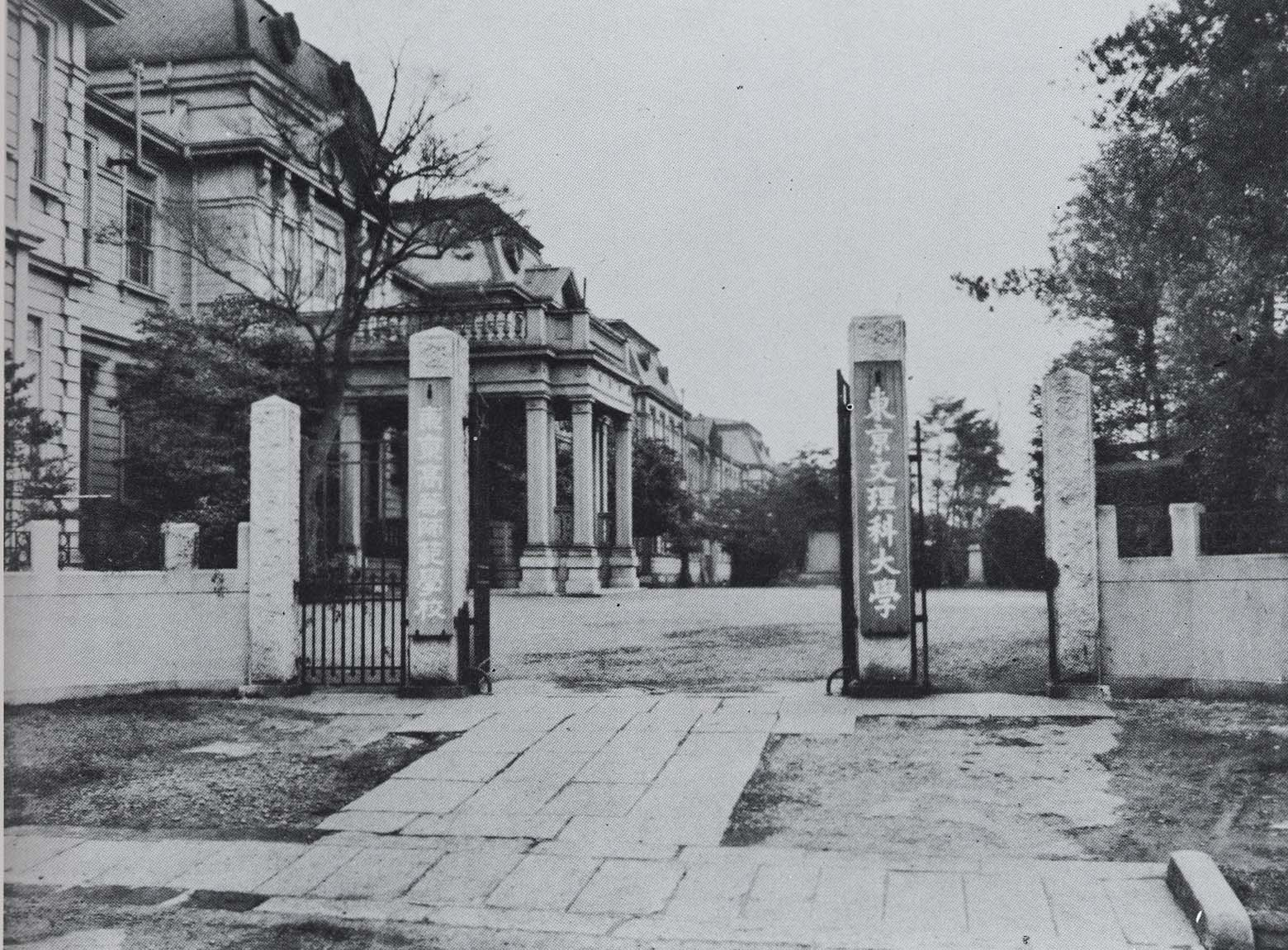
東京文理科大学正門 / 附置学校である東京高等師範学校と校地を共有していた。

### 大学
- 東京文理科大学
- 拓殖大学
- 東洋大学

### 専門学校
- 東京高等師範学校
- 東京女子高等師範学校
- 日本女子大学校[注釈 1]
- 帝国女子専門学校

### 中学校
- 東京高等師範学校附属中学校
- 東京府立第五中学校
- 豊山中学校
- 京華中学校
- 京北中学校
- 獨逸学協会学校

### 小学校
- 東京高等師範学校附属小学校

## 著名な出身者
- 宣仁親王妃喜久子 - 皇族、高松宮宣仁親王の妃
- 鳩山威一郎 - 官僚、政治家
- 鳩山由紀夫 - 政治家
- 徳川慶光 - 官僚、政治家、陸軍軍人
- 細川護立 - 宮内官僚、政治家
- 山口多聞 - 大日本帝国海軍軍人
- 吉阪隆正 - 建築家
- 波江悌夫 - 建築家
- 後藤慶二 - 建築家
- 鳥尾敬孝 - 実業家
- 若槻有格 - 実業家
- 岩崎清春 - 実業家
- 朝永振一郎 - 物理学者
- 堤精二 - 国文学者
- 永井秀夫 - 歴史学者
- 美濃口時次郎 - 社会政策学者、官僚
- 仁田勇 - 物理化学者
- 有賀貞 - 国際政治学者
- 蛭川幸茂 - 旧制高校、及び新制大学の教授
- 岡田孝男 - 医師、医学博士
- 戸川安章 - 民俗学者
- 貴島清彦 - 作曲家
- 大築邦雄 - 作曲家
- 関屋敏子 - 声楽家、作曲家
- 松平頼則 - 作曲家、ピアニスト
- 久保田孝 - 指揮者、作曲家、マンドリン教師
- 横山潤之助 - 洋画家
- 高崎剛 - 洋画家
- 藤富保男 - 詩人
- 高柳重信 - 詩人
- 篠田悌二郎 - 詩人
- 荻昌弘 - 映画評論家、料理研究家、オーディオ評論家
- 岩村透 - 美術評論家、東京美術学校教授
- 高坂和彦 - フランス文学者、翻訳家
- 片野一郎 - 会計学者、一橋大学名誉教授
- 塩見弘 - 工学者、中央大学教授
- 三浦つとむ - 言語学者
- 永井荷風 - 小説家
- 宮本百合子 - 小説家
- 松田瓊子 - 小説家
- 都筑道夫 - 推理作家
- 中川芳江 - 新派女優、映画女優（小松みどりの姉）
- 小松みどり - 新派女優、映画女優（中川芳江の妹、小松みどり (1949年生)とは別人）
- 桜むつ子 - 女優
- 浦路輝子 - 女優
- 坪内美子 - 女優
- 宮城野由美子 - 宝塚歌劇団卒業生の元女優
- 関山耕司 - 俳優
- 大村文武 - 俳優
- 津村博 - 俳優
- 山田真二 - 俳優、歌手
- 河村順子 - 童謡歌手
- 押山保明 - 映画監督、映画プロデューサー、プロレスのプロモーター
- 芹川有吾 - アニメーション演出家、脚本家、映画監督
- 西崎義展 - プロデューサー、アニメ監督
- 糸居五郎 - 元ニッポン放送のアナウンサー
- 山本文郎 - フリーアナウンサー、元TBSアナウンサー
- 立川談志 - 落語家
- 4代目三遊亭 圓馬 - 落語家
- 脇村春夫 - 第5代日本高等学校野球連盟会長
- 池田昌子 - 声優